# 大雪山國家森林遊樂區

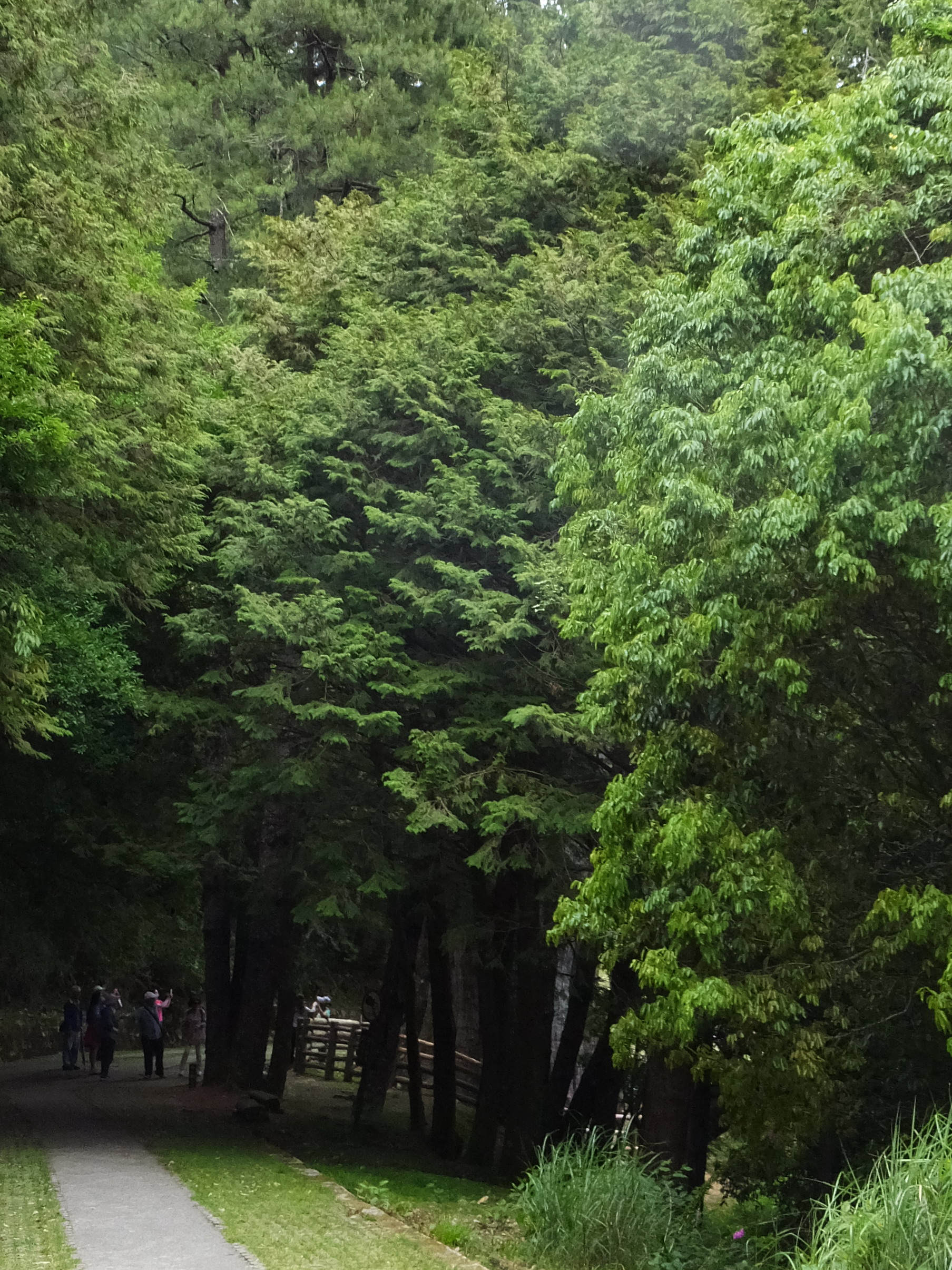
小雪山步道

大雪山國家森林遊樂區位於臺灣臺中市和平區，地處於雪山山脈西南向主稜的後段。早年為臺灣中部地區重要的大雪山林場，森林植物生態豐富，包含分暖帶、溫帶、寒帶三種森林帶，各有其獨特的生態林相。

## 自然環境
大雪山國家森林遊樂區在地形上屬於雪山山脈西南向主稜的後段，擁有長達12公里的稜線，海拔高度由最高的小雪山（2,997公尺）走向西南的鞍馬山、船型山及稍來山，再延伸至約海拔約1,000公尺的稍來溪溪谷。地形起伏變化大，平均坡度在30％以上。
雪山山脈屬於第三紀變質岩或亞變質岩區，以深灰色的硬頁岩和板岩為主，並具有灰質岩層和厚層白色石英岩。依據形成年代的先後，其岩層大致可分為始新世至漸新世的四稜砂層岩、漸新世至中新世之乾溝層和漸新世至中新世之大桶山層等三種層次。

## 主要景點

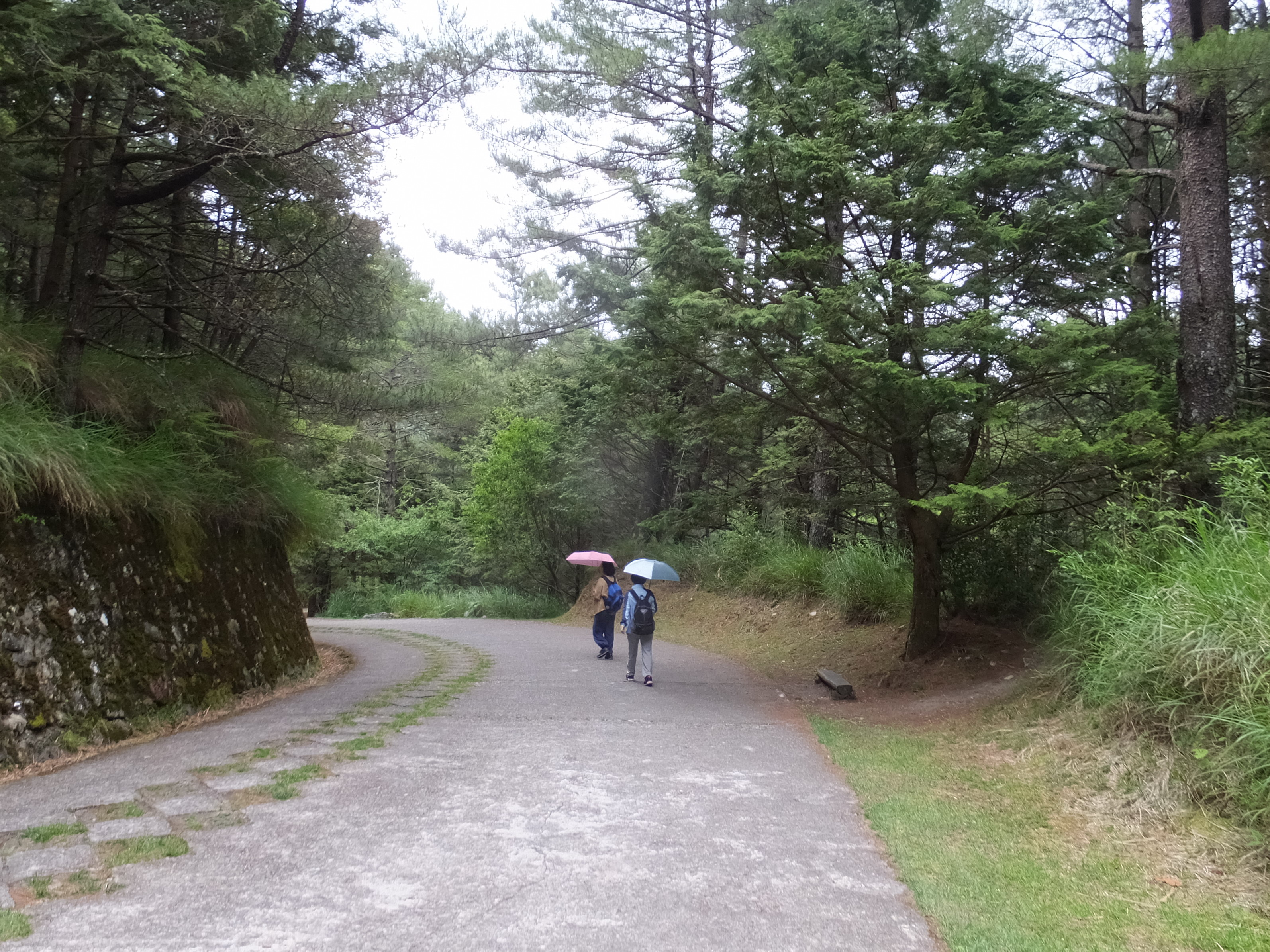
大雪山林道

- 森林浴步道：可由位在200林道43公里處遊客中心進入，為一檜木林區。此步道可前往小神木。
- 天池：為園區的盡頭，海拔2600公尺，面積0.4公頃，屬於高山湖泊。冬季寒流來襲時有機會賞雪，池旁的瑞雪亭有獨特景觀，能觀賞雲海。
- 雪山神木：雪山神木位於大雪山林道49.5公里下方，於林道的盡頭旁有步道可直達，步道約兩公里，來回時間約1小時。雪山神木樹種為紅檜木，樹齡1400年相當於中國的魏晉南北朝時期，神木附近設有公廁及紀年碑。於200林道49公里處設有星座解說牌。
- 埡口觀景臺 ：啞口位於200林道48公里處，自停車場步行至啞口景觀臺約0.5公里。景觀臺為三層樓建築，於樓頂視野遼闊，可遠眺大雪山群峰 谷關七雄 鳶嘴山 稍來山 天氣晴朗時甚至能遠眺玉山。但山區午後常有濃霧，最佳賞景時間為中午以前。
- 稍來山瞭望臺：稍來山瞭望臺於稍來山三角點旁，標高2320公尺，早期為監視森林火災之用，現開放遊客參觀。為秋季賞楓的絕佳地點。
- 鳶嘴-稍來-小雪山 國家登山步道[1][2]：此步道起點位於200林道27公里橫嶺山隧道旁，終點為200林道50公里小雪山莊。步道分為兩段，前段為鳶嘴-稍來縱走步道，此段鳶嘴山部分，沿途峭壁林立，困難度高，有懼高症者勿輕易嘗試，稍來山部分路面平緩，森林資源豐富。後段為船行-鞍馬-小雪山 步道，步道平緩好走，但此段路途長，全程走完需要良好的體力。
- 230林道：此林道起點為位在大雪山林道50公里處的小雪山莊，全長65公里，為攀登大雪山群峰必經之路；在921地震後因多處坍方而暫時封閉。

## 服務設施
遊樂區內有遊客服務中心、停車場、餐廳、步道、觀景臺、林業陳列館、苗圃等各項設施，並設有「大雪山賓館」、「雪山莊」、「小雪山莊」等提供旅客住宿服務。

## 外部連結
- 自然步道 - 大雪山國家森林遊樂區步道群 - 山林悠遊網 （页面存档备份，存于）
- 旅遊資訊 - 自然步道 - 大雪山國家森林遊樂區步道群 （页面存档备份，存于）
- 大雪山國家森林遊樂區 - 山林悠遊網 （页面存档备份，存于）
- 大雪山國家森林遊樂區 - 交通部觀光署 （页面存档备份，存于）
- 大雪山國家森林遊樂區 - 國家森林遊樂區 _ 交通部中央氣象署 （页面存档备份，存于）
- 旅遊資訊 - 國家森林遊樂區 - 大雪山國家森林遊樂區 （页面存档备份，存于）
- 大雪山國家森林遊樂區的Facebook專頁